# 国鉄クム1形貨車
国鉄クム1形貨車（こくてつクム1がたかしゃ）は、昭和天皇の即位の礼で用いられる儀典用の馬車を輸送するため、1928年（昭和3年）に日本国有鉄道の前身である鉄道省により製造された車運車（有蓋車）である。

## 設計
1928年（昭和3年）に昭和天皇の即位の礼が行われる際に、用いられる儀典用馬車を輸送するために宮内省の所有として、同年鉄道省大井工場で27両が製造された。計画では1915年（大正4年）に大正天皇の即位の礼で同等の目的で用いられたシワ115形を改造し運用する予定であった。当時、同形式の後身であるシワ100形、ワ19880形は全車（24両）が残っていたため、当初はこれらの車両を儀典用馬車輸送用に復元して用いる計画であった。しかし実際には老朽化が激しく不適切と判断され、本形式が新規に製造されることになった。番号はクム1 - クム27である。
全長は7,830 mm、全幅は2,545 mm、全高は3,830 mm で、自重は10.4 t から10.7 t で、荷重は15 t であった。馬車1両を積載できる。ブレーキは自動空気ブレーキと側ブレーキで、走り装置は一段リンク式である。
車体の構造はシワ115形とよく似ており、妻側に設けられた観音開き式の扉から馬車の搭載を行う仕組みになっていた。扉を閉じた後に筋交いを入れて車体の補強を行うのも同様である。一方、側面にはシワ115形では人が出入りする扉が両端に1つずつに取り付けられていたのに対して、本形式では中央部に大きな外吊り式引き戸が1つ取り付けられており、両側面とも車体に向かって右側に開くようになっていた。このため外観は普通の有蓋車とあまり変わらない。さらに、シワ115形は外板が木製であったのに対して、この車両では鋼製車体となり、木の内張りがされていた。通風孔は妻面上部と妻面扉上部に設けられていた。
搭載する馬車は全部で5種類あり、それぞれで寸法などが異なっているために車内での固定に用いる台やジャッキなども専用のものを必要とした。このことから、クム1形は各車両がそれぞれどの種類の馬車を搭載するか専用になっていた。トップナンバーのクム1は、天皇が乗車する特別御料儀装車を搭載する専用で、馬車に取り付けられている鳳凰の飾りを取り外して置く専用の台などが設けられていた。

## 運用
1928年（昭和3年）の即位の礼に際して、11月3日から11月29日まで汐留、名古屋、梅小路、山田、畝傍、桃山、浅川などの駅の間で馬車輸送に用いられた。これ以外に馬を積載する有蓋車や付添い人が乗車する客車などを連結して臨時列車として運転された。一部の列車では通常の輸送に用いられている一般貨車も併結されていた。
即位の礼が終了した翌年、1929年（昭和4年）に全車が宮内省から鉄道省に移管され、1932年（昭和7年）から一般の有蓋車の代用として使用されるようになった。また一部の車両が改造されている。有蓋車代用として用いられた車両には、妻側の観音開き扉を生かして、動物園用の象を輸送するために用いられたという珍しい例がある。

## 改造

### ナ1形・ナ10形

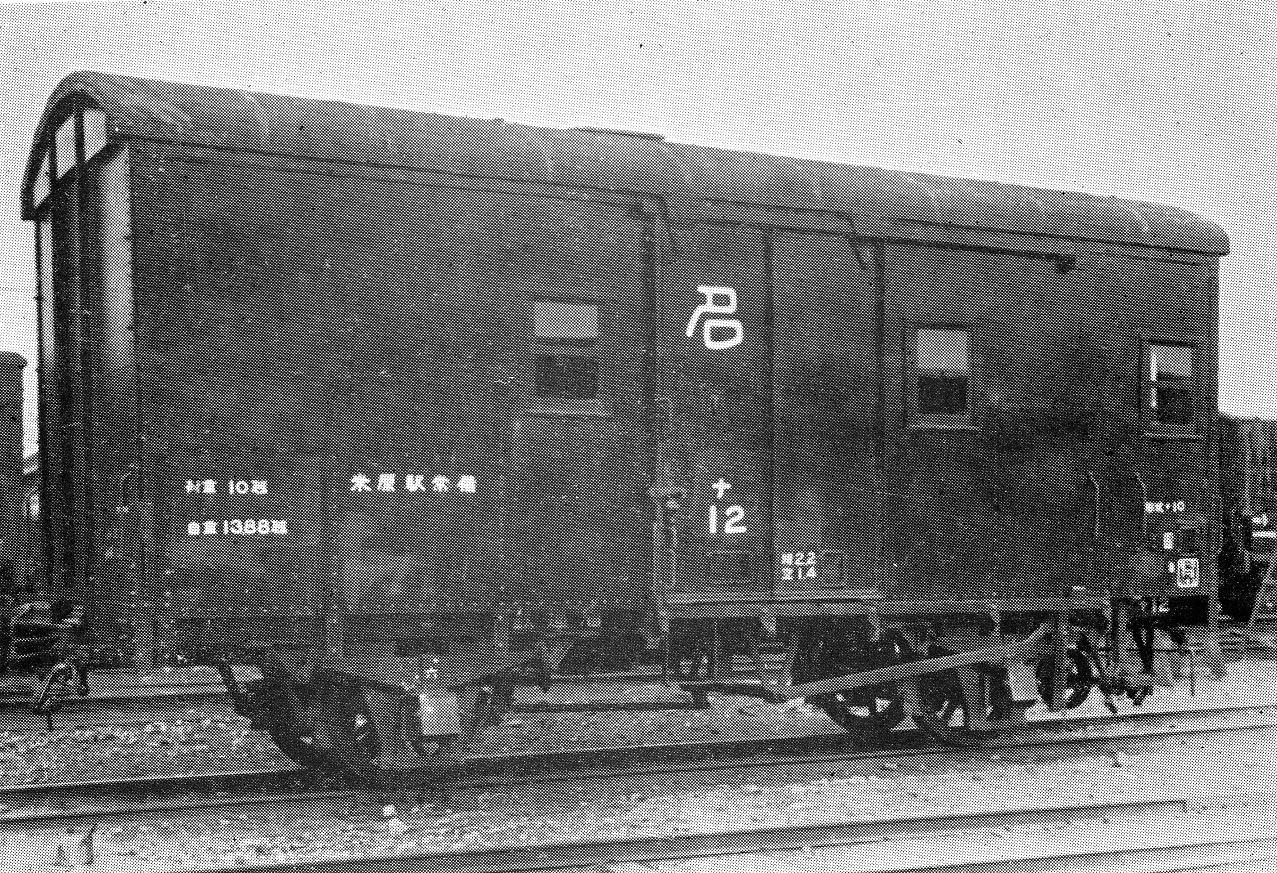
ナ10形

1931年（昭和6年）にクム27が試験的に活魚車のナ1形に改造された。また、1932年と1935年（昭和10年）にそれぞれ5両ずつ、計10両が同じく活魚車の量産型であるナ10形に改造された。改造されたのはクム22 - クム26→ナ10 - ナ14（1932年）、クム17 - クム21→ナ15 - ナ19（1935年）である。

### ヤ50形
1959年（昭和34年）頃に、バラスト交換列車（ホキ100形。後のホキ300形）の電源車代用としてクム10、クム13が改造された。形式はそのままであったが、1965年（昭和40年）に実態に合わせて職用車ヤ50形（ヤ50、ヤ51）へ形式変更された。この時点で他のクム1形は全て廃車されていたため、クム1形は形式消滅した。ヤ50形はその後1971年（昭和46年）に形式消滅した。

## 運用終了
クム1形は大半の車両が1960年（昭和35年）までに廃車となった。上述した通り電源車代用となっていた車両のみ1965年まで残ったが、形式変更されてクム1形が形式消滅した。また、改造された車両も1970年（昭和45年）までに全て廃車された。
ナ12、ナ13については、1961年（昭和36年）に岡山臨港鉄道に譲渡されてワ1501、ワ1502となっている。